# إيفا هنغر
إيفا هينجر (من مواليد 2 نوفمبر 1972)، ممثلة إيطالية مجرية، وشخصية تلفزيونية، ومغنية، وعارضة أزياء، وممثلة إباحية سابقة.

## حياتها
ولدت في مدينة جيور، اختيرت ملكة جمال مراهقي هنغاريا في 1989 في عمر 17. في 1990 انتقلت لإيطاليا وسرعان ما أصبحت صديقة المنتج الإباحي ريكاردو ستشيتشي. تزوجت من ستشيتشي ولديها ولدين منه. اكتسبت شعبيتها من عروض التعري وأفلام إباحية قليلة جداً.
كانت مشهورة جداً في إيطاليا، حيث قدمت برنامجها الخاص في القناة الوطنية Rai Uno. وبالإضافة إلى هذا، كان لها دور ثانوي في فيلم عصابات نيويورك.

## روابط خارجية
- إيفا هنغر على موقع IMDb (الإنجليزية)
- إيفا هنغر على موقع ميتاكريتيك (الإنجليزية)
- إيفا هنغر على موقع روتن توميتوز (الإنجليزية)
- إيفا هنغر على موقع ألو سيني (الفرنسية)
- إيفا هنغر على موقع ميوزك برينز (الإنجليزية)
- إيفا هنغر على موقع أول موفي (الإنجليزية)
- إيفا هنغر على موقع ديسكوغز (الإنجليزية)
- إيفا هنغر على موقع قاعدة بيانات الفيلم (الإنجليزية)
- إيفا هنغر على موقع ليتربوكسد (الإنجليزية)
- إيفا هنغر على موقع ليتربوكسد (الإنجليزية)
- إيفا هنغر على موقع ليتربوكسد (الإنجليزية)